# Любоня (Великопольське воєводство)
Любоня (пол. Lubonia) — село в Польщі, у гміні Кшеменево Лещинського повіту Великопольського воєводства.
Населення — 383 особи (2011).

## Демографія
Демографічна структура станом на 31 березня 2011 року:
|          | Загалом | Допрацездатний вік | Працездатний вік | Постпрацездатний вік |
| -------- | ------- | ------------------ | ---------------- | -------------------- |
| Чоловіки | 197     | 50                 | 133              | 14                   |
| Жінки    | 186     | 30                 | 113              | 43                   |
| Разом    | 383     | 80                 | 246              | 57                   |